# Тамбовский институт благородных девиц
Александринский институт благородных девиц в г. Тамбове— закрытое женское учебное заведение в Российской Империи. Целью этих учебных заведений было воспитание девочек благородного происхождения, обеспечивающее им или придворную карьеру (лучшие выпускницы получали место фрейлин императорского двора), или выгодное замужество. Для сирот был ещё один вариант – получение по окончании института места помощницы воспитательницы женского учебного заведения, а на совсем уже худой конец – домашней учительницы. Для провинциалок путь ко двору был практически закрыт.

## История

### Основание института
В феврале 1834 года Дворянским Собранием в Тамбове был поднят вопрос об учреждении Института благородных девиц. Было принято решение учредить Институт для воспитания 12 девиц — детей беднейших дворян, по одной от каждого уезда. Для содержания Института был объявлен сбор средств с дворянских имений.
Создание в Тамбове закрытого женского учебного заведения открыло в губернии путь к хорошему женскому образованию, прежде всего сиротам.
Вскоре было получено разрешение о присвоении Институту имени императрицы Александры Фёдоровны и осуществлении ею покровительства для нового учебного заведения.

### Строительство и открытие
Тамбовский губернатор Гамалей возглавил комитет по постройке здания Института. Для строительства было выбрано место обветшалого губернаторского дома, в котором в 1786—1787 годах жил Г. Р. Державин. Именно император Николай I утвердил акт о передаче земли новому Институту. Смета и план постройки были составлены придворным архитектором А. П. Брюлловым, а в мае 1839 года с членом строительной комиссии И. Герасимовым был подписан контракт на строительство здания. Строительство длилось более трёх лет и было завершено 15 июля 1843 года. Подрядчик взял за строительство 18 тысяч 900 рублей.
Здание представляло собой двухэтажный каменный корпус и соединённый с ним одноэтажный флигель (сейчас это надстроенное правое крыло здания). Все постройки были окружены забором, а по линии Большой (Советская, 93) улицы в 1846 году был поставлен чугунный решётчатый забор. Вся территория от здания до реки Цны принадлежала Институту. Там располагался большой сад с деревянными тротуарами для купания и прогулок на берегу реки. Девушкам не разрешалось гулять в городе, поэтому, кроме института и сада они ничего не видели. Внутри главного корпуса на первом этаже размещались квартира начальницы, комнаты классных дам, столовая, канцелярия и лазарет. На втором этаже — учебные классы, рекреационный зал, спальни (дортуары) и церковь во имя великомученицы Александры. С северной стороны Институт замыкал храм, выполненный в классическом круглом варианте.
В 1875 году институт был расширен. С северной стороны был пристроен трёхэтажный корпус, куда были перенесены лазарет, спальни и часть учебных комнат. В новой пристройке были созданы большие залы для занятий гимнастикой и танцами.

### Предреволюционный этап
В 1893 году Институту исполнилось пятьдесят лет. К этому моменту состоялось 29 выпусков (всего окончило 868 воспитанниц). В 1904 году в институте была 251 воспитанница.

### После 1917 года
В 1918 году Тамбовский Александрийский институт благородных девиц был закрыт. В его здании было создано «среднее учебное заведение при губернском доме социального обеспечения детей № 1».
С 1922 по 1932 годы в разное время в здании располагались разные учебные заведения. С 1932 года в нём располагалась школа № 51. Во время Великой Отечественной войны помещения были отданы под военный госпиталь. После войны здание перешла педагогическому институту.
На данный момент, в здании располагается Медицинский Институт «Тамбовского государственного университета имени Г. Р. Державина».

### Начальницы института
Кроун Елена Александровна (1843 - 1862)
Тимофеева Евгения Дмитриевна (1862 - 1865)
Зеланд Ольга Алексеевна (8.12.1865 - 1899)
Генненберг (Корнилова) Татьяна Александровна (1899 - 1918)

## Обучение в институте

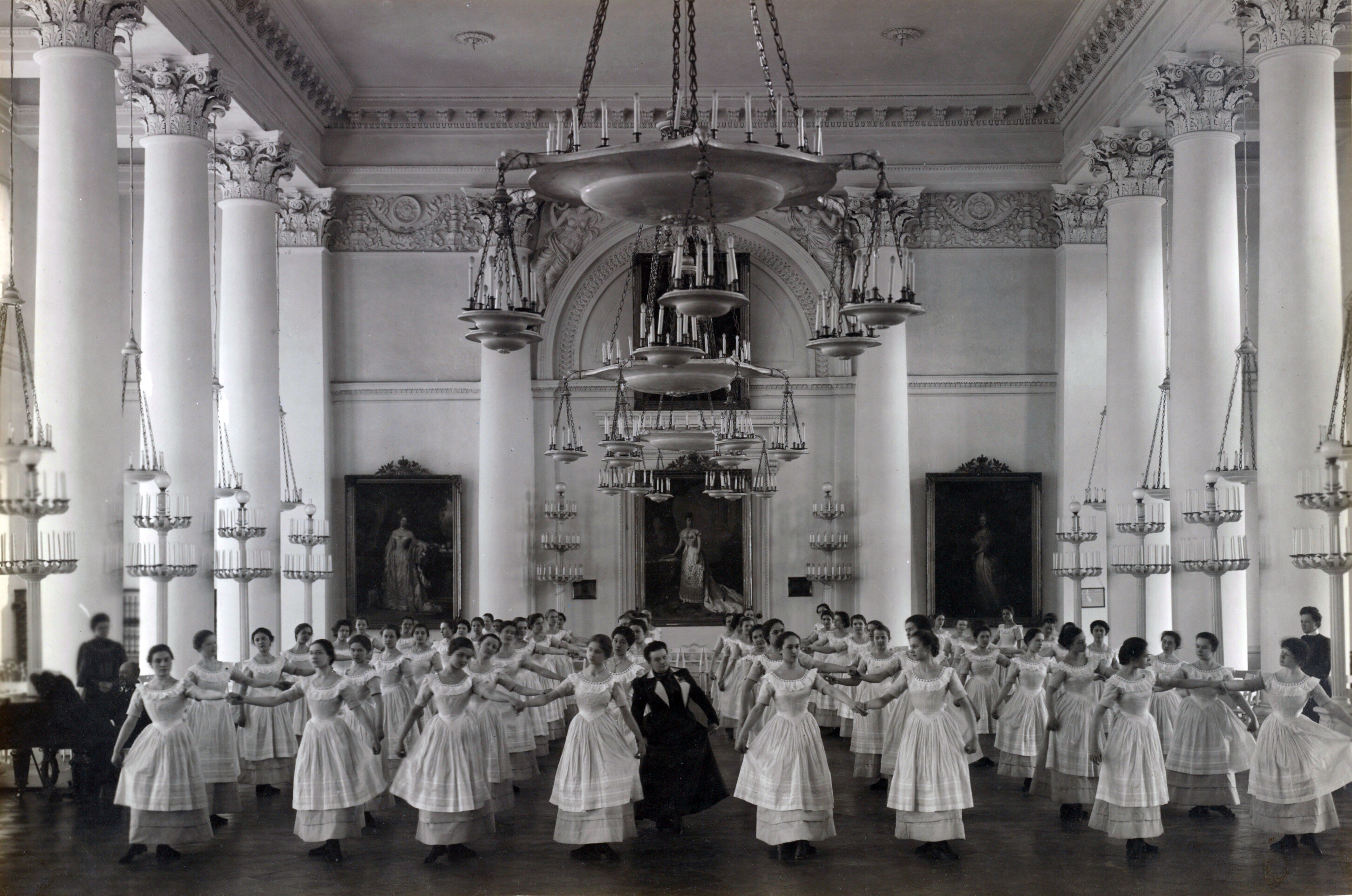
Урок танцев

В Тамбовский Александринский институт благородных девиц принимались девочки дворянского сословия в возрасте от 10 до 12 лет христианского вероисповедания. Девушки должны были знать молитвы, уметь читать и писать на русском и французском языках и решать задачи на сложение и вычитание.
За успехами в воспитании девиц наблюдала начальница Института, которая имела право в ряде случаях доносить императору. Первой начальницей Института была вдова полковника Елена Александровна Кроун. В подчинении начальницы были классные дамы, которые были обязаны неотлучно находиться при воспитанницах.
Главное внимание было уделено религиозному воспитанию. Иконы находились во всех классных комнатах и спальнях. Воспитанницам было запрещено вешать над своими кроватями личные образки или портреты матерей и ставить на тумбочки туалетные принадлежности. В спальных комнатах не было зеркал (дабы не развивать кокетство) и комнатных цветов. Однако, детей не лишали праздников. Воспитанницам разрешалось отмечать свои дни Ангела. Угощение присылали родственники. Именинница могла накрыть стол в комнате классной дамы и пригласить ближайших подруг.
По воскресеньям девочки находились в классных комнатах такое же время, как и в будни. В праздничные дни в класс не водили, а оставляли в дортуаре и разрешали выходить в коридор. В дортуарах стояли фортепьяно, можно было музицировать и петь. Привилегией самого младшего класса было разрешение по праздничным дням вечером бегать, играть и танцевать в коридоре или рекреационном зале. На Рождество в конце XIX – начале XX века в зале наряжалась ёлка. Украшали её, главным образом, лакомствами.
Штат сотрудников Института был очень большим, потому что ни о каком самообслуживании не было и речи, и требовались не только повара, судомойки, прачки, поломойки, портнихи, но и горничные, помогавшие барышням одеваться, причесываться, стелить постель. Форма институток была единой для всех городов. Старшие воспитанницы носили зелёные камлотовые (шерстяная ткань темных тонов) платья с белой пелеринкой и передником из коленкора, младшие - коричневые платья. Всякая косметика и парфюмерия строжайше запрещались. Стричь волосы не было принято; в будни носили косы, а праздничные прически старших девушек могли быть различными.
Режим этих закрытых учебных заведений был весьма суров. До 1864 года воспитанницы вовсе не могли покидать стен Института до его окончания. С 1864 года им это было разрешено раз в год – на летние каникулы, а с 1878 года младшеклассницам ещё и на рождественские и пасхальные каникулы. Старших девочек не отпускали на эти религиозные праздники, так как надзор за соблюдением ими церковных обрядов был особенно строг. Видеться с родными было можно раз в неделю в рекреационном зале в присутствии классной дамы. Причем визиты братьев и других молодых родственников-мужчин не приветствовались. Необходимые девочкам покупки совершались только в стенах Института, куда приходили торговки сладостями, туалетными принадлежностями, канцтоварами. Тайком от начальства за покупками в город посылали горничных за особую плату.
Выпускницы Института должны были уметь толковать Евангелие, знать катехизис, давать эстетическую критику литературных произведений, владеть сравнительным анализом теоретической грамматики русского, французского и немецкого языков, писать сочинения на русском и иностранных языках, читать в подлиннике иностранную литературу, знать курс средней школы по истории, географии, естествознанию, решать квадратные уравнения, знать стереометрию.
Насколько можно судить по биографиям выпускниц, педагоги Тамбовского Александринского института благородных девиц смогли воспитать достойных учениц. Большинство из них, как подобает христианкам, безропотно несли нелегкий крест материнства, а оставшиеся одинокими терпеливо воспитывали и учили чужих детей. Институтки последних выпусков, оказавшись в пламени гражданской войны, смогли пронести через испытания доброту и сострадание.

### Преподаваемые специальности
- Закон Божий
- Арифметика
- Всеобщая история
- География
- Русская грамматика и словесность
- Французский язык
- Немецкий язык
- «Нужнейшие и полезнейшие сведения из естественной истории и физики»
- Чистописание
- Рисование
- Музыка и пение
- Танцы
- Рукоделие
- Домашнее хозяйство
- Гимнастика (с 1861 года)